# Łukasz Palkowski
Łukasz Palkowski (ur. 2 marca 1976 w Warszawie) – polski reżyser i scenarzysta.

## Życiorys
W 2007 roku zrealizował swój pierwszy film pełnometrażowy pod tytułem Rezerwat, poświęcony fotografowi zamieszkującemu na warszawskiej Pradze, który pod wpływem zauroczenia tamtejszą fryzjerką wikła się w konflikt z mieszkającym wraz z nią kryminalistą. Debiut Palkowskiego otrzymał nagrodę za debiut reżyserski na Festiwalu Polskich Filmów Fabularnych. W 2011 roku Palkowski nakręcił znacznie gorzej przyjętą komedię romantyczną Wojna żeńsko-męska, na podstawie powieści Hanny Samson. Bohaterką Wojny żeńsko-męskiej jest skromna psycholożka, która decyduje się odmienić swoje życie, a która staje się kobietą sukcesu dzięki prowadzeniu kliniki prącia. Krytyce podlegał niskiej jakości scenariusz oraz płytka satyra na polski show business.
Spełnieniem reżysera okazał się dynamicznie zmontowany film biograficzny Bogowie (2014), oparty na epizodzie z życia kardiochirurga Zbigniewa Religi, który wbrew skostniałej biurokracji epoki Polskiej Rzeczypospolitej Ludowej próbuje przeprowadzić pierwszą w Polsce transplantację serca. Z powszechnymi pochwałami spotkała się rola Religi odegrana przez Tomasza Kota, a sam utwór Palkowskiego został uhonorowany Grand Prix FPFF oraz Polską Nagrodą Filmową dla najlepszego filmu. W 2017 roku reżyser usiłował powtórzyć sukces Bogów, kręcąc kolejny film biograficzny Najlepszy, inspirowany biografią triathlonisty Jerzego Górskiego. Film zdobył Nagrodę Publiczności FPFF.
Palkowski zajmuje się także reżyserią seriali telewizyjnych. Bohaterem Belfra (2016) jest nauczyciel, który po przybyciu na prowincję próbuje dociec przyczyn śmierci młodej dziewczyny. Pułapka (2018), której nakręcił sześć pierwszych odcinków (serial dokończył Adrian Panek), poświęcona jest śledztwu, jakie przeprowadza domorosła pisarka powieści kryminalnych w sprawie śmierci nastolatki. W 2019 roku Palkowski ukończył adaptację popularnej powieści kryminalnej Wojciecha Chmielarza Żmijowisko.

## Filmografia

### Reżyseria
- 2004: Nasza ulica; film krótkometrażowy
- 2007: Rezerwat
- 2008: 39 i pół (odcinki 6-13)
- 2009: Złotopolscy (odcinki 1017-1024, 1041-1048, 1095-1102)
- 2010: Plebania (odcinki 1468-1477)
- 2011: Wojna żeńsko-męska
- 2011: Wiadomości z drugiej ręki (odcinki: 16-25)
- 2011-2012: Galeria (odcinki: 1-20)
- 2014: Bogowie
- 2015: Nie rób scen
- 2015: Na dobre i na złe (odcinki: 585-587)
- 2016: Strażacy (odcinki: 16-20)
- 2016: Belfer
- 2017: Najlepszy
- 2017-2018: Diagnoza (odcinki: 7-13, 14-21)
- 2018: Pułapka (odcinki: 1-6)
- 2018: Chyłka. Zaginięcie
- 2019: Chyłka. Kasacja
- 2019: Żmijowisko
- 2022: Behawiorysta
- 2025: Kibic

### Scenarzysta
- 2004: Nasza ulica
- 2007: Rezerwat

### Aktor
- 2008: Drzazgi jako reżyser na hałdzie